# Atenolfo (condottiero X secolo)
Atenolfo (... – Capo Colonna, 13 luglio 982) è stato un condottiero longobardo, figlio di Pandolfo Testadiferro, principe di Benevento, e Aloara di Capua.
Ricevette i titoli di conte e di marchese, forse di Camerino. Prese parte alla battaglia di Capo Colonna combattuta il 13 o 14 luglio 982 presso Crotone, in Calabria, tra l'esercito dell'imperatore Ottone II e dei suoi alleati longobardi e quello di Abu al-Qasim, emiro della Sicilia della dinastia dei Kalbiti. Per gli imperiali-longobardi fu una disfatta: nella battaglia, insieme ad Atenolfo, caddero anche i suoi fratelli Landolfo e Pandolfo.